# Pakistan na Mistrzostwach Świata w Lekkoatletyce 2017
Pakistan na Mistrzostwach Świata w Lekkoatletyce 2017 – reprezentacja Pakistanu podczas Mistrzostw Świata w Londynie liczyła 1 zawodnika, który nie zdobył medalu.

## Skład reprezentacji
| Zawodnik    | Konkurencja                | Eliminacje | Eliminacje | Półfinał | Półfinał | Finał    | Finał   |
| Zawodnik    | Konkurencja                | Rezultat   | Pozycja    | Rezultat | Pozycja  | Rezultat | Pozycja |
| ----------- | -------------------------- | ---------- | ---------- | -------- | -------- | -------- | ------- |
| Mehboob Ali | Bieg na 400 m przez płotki | 52,24      | 34.        | NQ       | NQ       | NQ       | NQ      |